# Баннинг (Калифорния)
Баннинг (англ. Banning) — город в округе Риверсайд, Калифорния, США. По переписи 2010 года население составляло 29603 человек. Город расположен в перевале Сан-Горгонио. Своё название получил в честь Финеаса Баннинга, предпринимателя и основателя порта Лос-Анджелеса.
До середины XIX века местность, где располагается город, населяли индейцы кауилла.